# Николаи, Миа
Михая Николаи (нидерл. Mia Nicolai, род. 7 марта 1996, Амстердам, Нидерланды) — нидерландская певица, автор песен, актриса. Наиболее известна под псевдонимом Миа Николаи. Представительница Нидерландов на конкурсе песни Евровидение 2023 вместе с Дионом Купером.

## Ранняя жизнь
Николаи родилась 7 марта 1996 года в Амстердаме в семье юриста и политика из партии «За животных» Питера Николаи и музыканта и композитора российского происхождения Маринки Николаи-Крыловой. Она начала посещать уроки драмы и балета в возрасте трёх лет. По словам Николаи, это пробудило в ней интерес к музыке, который в конечном итоге привел к тому, что она стала брать уроки игры на фортепиано и скрипке.

## Карьера

### 2018—2022: первые синглы
В 2018 году Николаи выпустила свой первый сингл — кавер-версию песни американского композитора Гленна Миллера «At Last». В 2020 году она выпустила «Set Me Free» («Освободи меня») и «Mutual Needs» («Взаимные потребности»), последняя из которых была показана в радиошоу диджея Зейна Лоу. В 2021 году она выпустила два сингла: «People Pleaser» («Доставляющий удовольствие людям») и «Dream Go» («Мечта сбылась»).

### Конкурс песни Евровидение 2023
1 ноября 2022 года нидерландская телекомпания AVROTROS объявила, что Николаи будет представлять Нидерландов на конкурсе песни Евровидение 2023 вместе с Дионом Купером. Николаи познакомилась с Купером в 2020 году, когда голландский участник «Евровидения» и победитель конкурса 2019 года Дункан Лоуренс вместе с партнером Лоуренса Джорданом Гарфилдом составили им пару.

## Личная жизнь и артистизм
Миа жила в Лондоне, Мельбурне и Нью-Йорке, прежде чем поселиться в Лос-Анджелесе в 2022 году. Она назвала английского певца Дэвида Боуи одним из главных источников своего творческого влияния.

## Дискография

### Синглы
| Название                              | Год  | Пиковые позиции | Пиковые позиции |
| Название                              | Год  | NLD (100)       | NLD (40)        |
| ------------------------------------- | ---- | --------------- | --------------- |
| «At Last»                             | 2018 | —               | —               |
| «Set Me Free»                         | 2020 | —               | —               |
| «Mutual Needs»                        | 2020 | —               | —               |
| «People Pleaser»                      | 2021 | —               | —               |
| «Dream Go»                            | 2021 | —               | —               |
| «Loop»                                | 2022 | —               | —               |
| «Burning Daylight» (с Дионом Купером) | 2023 | 61              | 28              |